# Phytoliriomyza varia
Phytoliriomyza varia este o specie de muște din genul Phytoliriomyza, familia Agromyzidae. A fost descrisă pentru prima dată de Axel Leonard Melander în anul 1913.
Este endemică în Idaho. Conform Catalogue of Life specia Phytoliriomyza varia nu are subspecii cunoscute.